# Ácido 4-hidroxifenilacético
Ácido 4-hidroxifenilacético é um composto químico com fórmula química C8H8O3,encontrado no azeite de oliva.
Seu excesso na urina causa a acidúria 4-hidroxifenilacética, que é normalmente causada pela deficiência da enzima ácido 4-hidroxifenilpirúvico oxidase.
É um produto metabólico da tirosina associado com crescimento excessivo de bactérias gastrointestinais ou doenças do intestino delgado. Também pode indicar doença celíaca. Sua presença excessiva na urina também tem sido detectada em pacientes com absorção de aminoácidos prejudicada e fibrose cística.